# Tupolev Tu-70
Il Tupolev Tu-70 (in caratteri cirillici Туполев Ту-70, nome in codice NATO Cart) era un quadrimotore da trasporto passeggeri di linea ad ala bassa progettato dall'OKB 156 diretto da Andrej Nikolaevič Tupolev e sviluppato in Unione Sovietica nella seconda parte degli anni quaranta.
Sviluppo civile del bombardiere strategico Tu-4, venne realizzato in un solo esemplare dopo la costruzione del quale il progetto venne abbandonato. Fu il primo aereo sovietico a utilizzare la tecnologia di pressurizzazione della fusoliera. Il velivolo fu testato con successo, ma a causa dei pressanti bisogni militari e dato che l'Aeroflot non aveva necessità di tale aereo, la produzione fu annullata.

## Storia del progetto
Dopo che l'iniziale fase di progettazione del bombardiere Tu-4 fu completata, Tupolev decise di avviare lo sviluppo di una sua variante da trasporto di linea in principal modo caratterizzata, oltre alla cabina di pilotaggio, dalla pressurizzazione dell'intera zona passeggeri della fusoliera. L'ufficio di progettazione dell'OKB 156 al fine di ridurre i costi e risparmiare tempo di sviluppo, predispose l'utilizzo del maggior numero possibile di componenti del Tu-4, riproponendo l'impostazione generale del modello dal quale derivava.
Il nuovo modello, indicato internamente come Tu-70, era un grande monoplano ad ala bassa a sbalzo, dotato di carrello d'atterraggio triciclo anteriore con elementi completamente retraibili, e spinto da quattro motori Shvetsov ASh-73, dei radiali 18 cilindri doppia stella raffreddati ad aria, capaci di erogare una potenza pari a 2 375 CV (1 747 kW) ciascuno, abbinati a eliche quadripala a passo variabile e velocità costante. I lavori di progettazione su un mockup iniziarono nel febbraio del 1946 e il Consiglio dei ministri confermò un ordine per un singolo prototipo il mese successivo. Una decisione per l'avvio alla produzione in serie del Tu-12, come doveva essere noto, sarebbe stata presa dopo gli esiti delle iniziali prove di volo.
Per accelerare la costruzione del prototipo, sono stati utilizzati numerosi componenti recuperati da due Boeing B-29 Superfortress atterrati sul suolo sovietico. Questi includevano i pannelli esterni delle ali, le cappottature dei motori, i flap, il carrello d'atterraggio, l'impennaggio di coda e alcune attrezzature interne. La sezione centrale dell'ala venne ridisegnata e la sua estensione aumentata. La fusoliera pressurizzata era completamente nuova e cambiò la posizione dell'ala da media, soluzione adottata sia dal B-29 Superfortress che dal Tu-4, ad ala bassa. Il parabrezza della cabina di pilotaggio del velivolo venne modificato in una più convenzionale configurazione "a gradini". Tupolev studiò tre diverse configurazioni per l'allestimento della zona passeggeri, una versione VIP destinata ad impieghi governativi, un modello passeggeri da 40-48 posti in classe mista e una configurazione di aereo di linea con 72 posti. Alcune indiscrezioni trapelate, ma non confermate da fonti ufficiali, indicano che il prototipo sia stato costruito nella configurazione di classe mista.
Il Tu-70 fu completato nell'ottobre 1946, ma riuscì a compiere il suo primo volo ufficiale il mese successivo, il 27 novembre. Dopo aver iniziato, ad ottobre, le prove presso lo stabilimento di produzione, al suo quarto volo subì un incidente provocato da un incendio di un motore. Le indagini del personale tecnico stabilirono fosse riconducibile a un difetto di progettazione nel sistema di controllo del compressore costruito negli Stati Uniti d'America, ma identificare il problema e risolverlo prolungò le prove del produttore fino all'ottobre 1947. Ottenne la designazione ufficiale Tu-70 quando riuscì a superare le valutazioni statali che si conclusero il 14 dicembre. Pur avendo raggiunto tutti gli obiettivi di progettazione, il modello non ottenne il permesso per la produzione in serie in quanto tutti gli stabilimenti erano già impegnati nella costruzione di aeromobili con una priorità più elevata e l'Aeroflot, la compagnia aerea di bandiera dell'Unione Sovietica, non si dimostrò interessata ad utilizzarlo, essendo pienamente soddisfatta dalle capacità di trasporto dell'Ilyushin Il-12 già impiegato nei collegamenti di linea.
In seguito fu inviato all'NII-VVS per la valutazione di un suo utilizzo in ambito militare, venendo sottoposto ad una serie di test dal 19 dicembre 1951 fino al 1954, anno in cui venne demolito. Il progetto originale fu inoltre oggetto di un ulteriore sviluppo e modificato per il ruolo di trasporto tattico, indicato come Tupolev Tu-75 e portato in volo per la prima volta il 21 gennaio 1950, ma anche questo non venne avviato alla produzione.

## Velivoli comparabili
Unione Sovietica
- Ilyushin Il-18